# Onthophagus militaris
Onthophagus militaris là một loài bọ cánh cứng trong họ Bọ hung (Scarabaeidae).